# Armoiries de Madère

Le blason de la Région Autonome de Madère est décrit dans le Décret Législatif Régional numéro 11/91/M, du 24 avril. Dans ce blason figurent les mêmes éléments que sur le drapeau de Madère. Des Otaries à crinière soutiennent le bouclier. Un Bassinet (casque) d'or, ouvert de gueules le surmonte. Le tout est surmonté d'une chimère en forme de Sphère armillaire. En dessous sur une ceinture d'argent, on peut lire la devise officielle de la région : «DAS ILHAS, AS MAIS BELAS E LIVRES» (Des îles, les plus belles et libres).